# Copenhagen Sprint
Cet article traite de l'épreuve masculine. Pour les compétitions féminines, voir Copenhagen Sprint féminin
Le Copenhagen Sprint est une course cycliste d'un jour pour hommes et femmes organisée à partir de 2025 au Danemark. Il fait d'emblée partie du calendrier de l'UCI World Tour et de l'UCI World Tour féminin, les plus hauts niveaux du cyclisme sur route. La course se déroule sur l'île de Seeland, l'île la plus peuplée du Danemark, avec un départ à Roskilde et une arrivée à Copenhague. Parallèlement à l'événement, un événement cycliste public dans les rues de Copenhague a lieu ainsi qu'un sommet politique pour promouvoir le cyclisme.

## Histoire
La course a été initialement annoncée en décembre 2023, les organisateurs espérant qu'elle se tiendrait à partir de 2025 pour les hommes et les femmes,. Le 17 juin 2024, la course et le parcours proposé ont été lancés. Les organisateurs ont noté que la course serait conçue pour les sprinteurs, compte tenu du paysage plat du Danemark. La course a été financée par la ville de Copenhague, le gouvernement danois, Sport Event Denmark et la municipalité de Roskilde pour un coût de 71,5 millions de DKK (9,59 millions d'euros)
En octobre 2024, il a été confirmé que la course ferait partie des calendriers UCI World Tour et UCI World Tour féminin, la première épreuve devant se tenir les 21 et 22 juin 2025.

## Parcours
La course commence au musée des navires vikings de Roskilde, avant de se diriger vers le paysage de l'île de Seeland, en passant par les villes de Frederikssund, Hillerød, Humlebæk (pour la course masculine uniquement) et Ballerup. Le parcours entre ensuite à Copenhague pour des tours d'un circuit d'arrivée de 10 kilomètres dans le centre-ville  L'arrivée de la course se fait à l'extérieur de la Galerie nationale du Danemark, dans le parc Østre Anlæg.
La course masculine se déroule sur 230 kilomètres avec 5 tours du circuit d'arrivée et la course féminine sur 160 kilomètres avec 3 tours du circuit d'arrivée.

## Palmarès
| Année | Vainqueur | Deuxième | Troisième |
| ----- | --------- | -------- | --------- |